# Slussens bibliotek

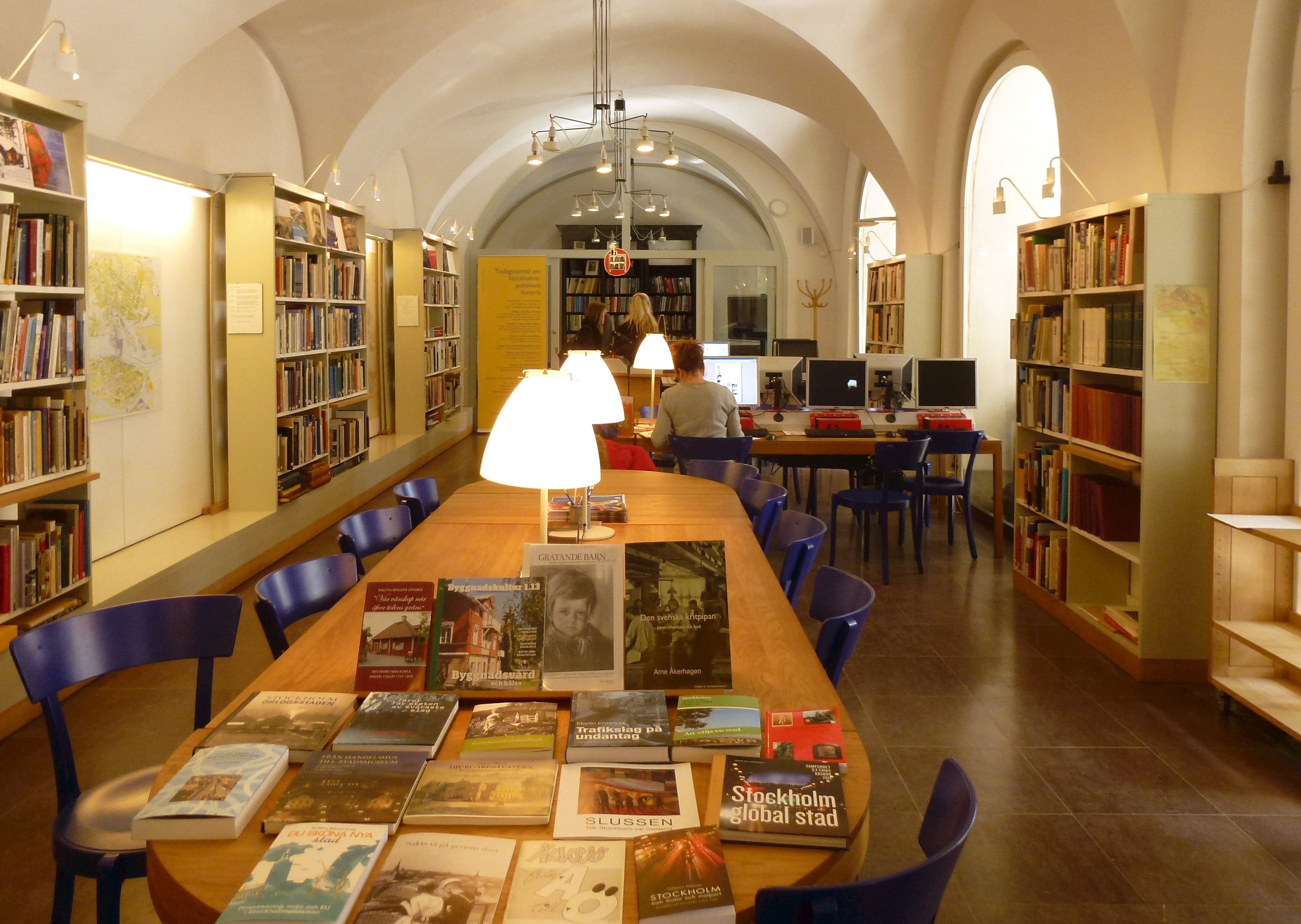
Slussens bibliotek låg i "Faktarummet".

Slussens bibliotek var ett bibliotek i Stockholms stadsmuseum vid Slussen på Södermalm i Stockholm. Biblioteket öppnade i Stadsmuseet den 1 september 2013 för att delvis kunna ersätta Gamla stans bibliotek som stängde samma år. Den 12 januari 2015 stängde Slussens bibliotek samtidigt som Stadsmuseets renovering började. 
Slussens bibliotek var en filial till Stockholms stadsbibliotek och hade sina lokaler i Stadsmuseets ”Faktarummet”, som är Stadsmuseets forskarsal belägen i byggnadens norra flygel. Slussens bibliotek var specialiserat på Stockholmsrelaterad litteratur. Det fanns även en barnavdelning med litteratur för alla åldrar.